# Яроменок Юрій Іванович
Ю́рій Іва́нович Яромено́к (нар. 4 лютого 1924, Гянджа — пом. 28 червня 1979, Київ) — український радянський графік, заслужений художник УРСР.

## Біографія
Народився 4 лютого 1924 року в Гянджі (тепер Азербайджан). Брав участь у Другій світовій війні. Член КПРС з 1952 року. 1953 року закінчив Український поліграфічний інститут імені І. Федорова у Львові (вчителі з фаху — Олена Кульчицька, Василь Форостецький, Валентин Бунов, Юрій Гапон).
Брав участь у виставках: республіканських і всесоюзних з 1957 року, зарубіжних з 1959 року.
Помер в Києві 28 червня 1979 року.

## Творчість
Працював у галузі геральдики та промислової графіки. Автор медалей і нагрудних знаків, зокрема:
- медалі:
  - «На відзнаку п'ятдесятиріччя Української Радянської Соціалістичної Республіки. 1917—1967» (1967);
  - «50 років ЛКСМУ» (1969);
  - «Почесна грамота Президії Верховної Ради Української РСР» (1970).
- нагрудні знаки:
  - «Лауреат премії імені Ярослава Галана» (1964);
  - «Лауреат Державної премії Української РСР» (1970);
  - «Лауреат літературної премії імені Лесі Українки» (1971) та інші.